# Manuel Paso
Manuel Paso y Cano (Granada, 1864-Madrid, 1901) fue un periodista y poeta español.

## Biografía
Nacido en Granada en 1864, estudió Filosofía y Letras en Granada. Fue fundador de la revista La Pecera y miembro de la redacción de El Defensor de Granada. También habría dirigido El Serpis en Alcoy (1891). En Madrid fue redactor de El Resumen (1890) y El País (1897), además de corresponsal de La Correspondencia de España. También colaboró en Blanco y Negro y La Ilustración Española y Americana.
Hermano por parte de madre del también escritor Antonio Paso y Cano y tío de famosos libretistas teatrales, llevó una vida bohemia y llegó a ser bastante famoso durante los últimos años del siglo XIX. Juan Ramón Jiménez siguió bastante su poesía.
Entre sus libros líricos destaca Nieblas (Madrid, 1886; establecimiento tipográfico de P. Núñez), que fue reeditado después de su muerte, en 1902, con un prólogo de su gran amigo Joaquín Dicenta, con quien además colaboró en los libretos Curro Vargas (1898) y Rosario la Cortijera (1900). Dicenta destaca en su prólogo su indumentaria ajada, su desaseo personal, su desidia ante las relaciones sociales y su gran corazón, ya que se llevaba a dormir a su casa a todas las prostitutas que encontraba por la calle a altas horas de la madrugada para evitar que durmieran al raso.
El alcoholismo acortó sensiblemente su vida cuando enfermó de tuberculosis. Tras una agónica existencia, la vida se le escapó de su pecho descarnado, a la edad de treinta y siete años el 21 de enero de 1901, en Madrid. La muerte le supo a poco.